# Línea 133 (EMT Madrid)
La línea 133 de la EMT de Madrid une la Plaza del Callao con Mirasierra.

## Características
La línea se creó en 1990 sustituyendo a la línea exprés Callao - Mirasierra, y hasta el 6 de agosto de 2009 tenía su cabecera en la calle Preciados, junto a la Plaza del Callao, pero al ser ahora peatonal este tramo de calle, ha sido trasladada a la calle San Bernardo manteniendo la misma denominación.

### Frecuencias
| Lunes a viernes laborables |               |
| De 6:00 a 20:00            | 5-8 minutos   |
| De 20:00 a 23:00           | 7-14 minutos  |
| Sábados laborables         |               |
| De 6:00 a 10:00            | 13-32 minutos |
| De 10:00 a 23:00           | 10-17 minutos |
| Domingos y festivos        |               |
| De 7:00 a 10:00            | 12-25 minutos |
| De 10:00 a 23:00           | 11-18 minutos |

## Recorrido y paradas

### Sentido Mirasierra
La línea inicia su recorrido en la calle de San Bernardo, cerca de la Gran Vía. Desde aquí sube hasta la plaza de Santo Domingo y sale de ella por la calle Jacometrezo, que recorre entera hasta desembocar en la Gran Vía girando a la izquierda. A continuación baja por la Gran Vía hasta llegar a la plaza de España, que atraviesa para llegar a la calle Princesa, que recorre entera hasta alcanzar el intercambiador de Moncloa.
Al final de esta calle, la línea sigue de frente incorporándose a la A-6, donde para junto a varios centros de la Ciudad Universitaria situados en los márgenes de la autovía hasta que toma la salida 7 en dirección a la M-30 y El Pardo.
A continuación, circula por la M-30 hasta la salida de la Avenida del Cardenal Herrera Oria, por la que se desvía para incorporarse a esta avenida, también conocida popularmente como Carretera de la Playa. La línea recorre la avenida durante varios km hasta llegar a la intersección con la calle Isla de Arosa, donde gira a la derecha para circular por ella entrando en el Barrio del Pilar.
Desde la calle Isla de Arosa, la línea gira a la izquierda por la calle Fermín Caballero, que recorre hasta llegar a la intersección con la calle Ginzo de Limia, girando a la izquierda de nuevo para circular brevemente por esta calle, que abandona girando a la derecha por la calle Valencia de Don Juan. Recorre esta calle casi entera hasta girar a la izquierda por la calle de Alfredo Marquerie, que abandona enseguida girando a la derecha por la calle Moralzarzal, por la cual entra en Mirasierra.
La línea entra en la colonia Mirasierra por la calle Moralzarzal, que abandona girando a la derecha por la calle Peña Sirio, girando en la siguiente intersección a la izquierda por la calle Nuria. Circula por la calle Nuria hasta girar a la izquierda por la calle La Masó, que abandona en la intersección con la calle Cerro del Castañar girando a la derecha para circular por ésta hasta la siguiente intersección, donde gira a la derecha de nuevo para tomar la calle Moralzarzal, donde tiene su cabecera.
| Código | Parada                                       | Común con                   | Conexiones con Metro | Otros |
| ------ | -------------------------------------------- | --------------------------- | -------------------- | ----- |
| 5573   | CALLAO (C/ San Bernardo, 5)                  |                             | Callao               |       |
| 168    | Santo Domingo                                | 1 2 44 46 74 75 147 148 001 | Santo Domingo        |       |
| 283    | Gran Vía-Plaza de España                     | 1 2 44 001                  | Plaza de España      |       |
| 1750   | Plaza de España                              | 1 2 44 138 C1 001           | Plaza de España      |       |
| 172    | Ventura Rodríguez                            | 1 2 44 138 C1 001           | Ventura Rodríguez    |       |
| 734    | Princesa-Rey Francisco                       | 1 44 138 C1 001             |                      |       |
| 736    | Argüelles                                    | 1 44 138 C1 001             | Argüelles            |       |
| 738    | Altamirano                                   | 1 44 138 C1 001             |                      |       |
| 3688   | Moncloa                                      | 82 83 132                   | Moncloa              |       |
| 1330   | Cardenal Cisneros                            | 83 160 161 162 164          |                      |       |
| 1332   | Escuela Agronómica                           | 83 162 164                  |                      |       |
| 1334   | Palacio de la Moncloa                        | 83 162 164                  |                      |       |
| 1336   | Estadística-Geografía e Historia             | 83 162                      |                      |       |
| 1338   | Veterinaria                                  | 83 162 164                  |                      |       |
| 1340   | Carretera de El Pardo                        | 83                          |                      |       |
| 1341   | Parque Deportivo Puerta de Hierro            | 83 164 815                  |                      |       |
| 1343   | Instituto Llorente                           | 83 164 815                  |                      |       |
| 5793   | Escuela ESCP                                 | 83 164 815                  |                      |       |
| 1347   | Fuentemilanos                                | 83 179 815                  |                      |       |
| 1349   | Herrera Oria-Arroyofresno                    | 83                          |                      |       |
| 1351   | Herrera Oria-Gascones                        | 83 179 815                  |                      |       |
| 1352   | Herrera Oria-Camino Fuencarral               | 83 179 815                  |                      |       |
| 1354   | Herrera Oria-Islas Marquesas                 | 64 83 179 815               |                      |       |
| 5456   | Herrera Oria-Gómez de la Serna               | 64 83                       |                      |       |
| 1356   | Herrera Oria-Isla de Arosa                   | 64 83                       |                      |       |
| 1358   | Isla de Arosa                                | 83                          |                      |       |
| 1359   | Fermín Caballero-Betanzos                    | 67 83 127                   |                      |       |
| 1618   | Plaza de Cieza                               | 67 127                      |                      |       |
| 1616   | Colegio Valdeluz                             | 67 127                      |                      |       |
| 1614   | Metro Herrera Oria                           | 67 127                      | Herrera Oria         |       |
| 1636   | Valencia de Don Juan-Ginzo de Limia          | 67                          |                      |       |
| 5382   | Valencia de Don Juan-Patones                 | 67                          |                      |       |
| 1637   | Valencia de Don Juan-Alfredo Marquerie       | 67                          |                      |       |
| 3293   | Alfredo Marqueríe                            |                             |                      |       |
| 3294   | Nuria-Peña Sirio                             |                             |                      |       |
| 3571   | La Masó-Nuria                                |                             |                      |       |
| 3296   | La Masó-Moralzarzal                          | 134                         |                      |       |
| 1745   | Cerro del Castañar                           | 134                         |                      |       |
| 4968   | MIRASIERRA (C/ Moralzarzal frente al N.º 92) | 134                         |                      |       |

### Sentido Callao
La línea inicia su recorrido en la calle Moralzarzal próxima a la intersección con la calle del Cerro del Castañar, circulando por esta calle hasta girar a la izquierda por la calle La Masó. A partir de aquí el recorrido de vuelta es igual al de ida pero en sentido contrario con algunas excepciones:
- En lugar de circular por la calle Ginzo de Limia, lo hace por la calle Patones y la calle Fermín Caballero, pues el tramo inicial de la calle Valencia de Don Juan es de sentido único.
- En la llegada a la cabecera, se incorpora a la calle San Bernardo girando directamente desde la Gran Vía, sin pasar por la calle Jacometrezo ni la Plaza de Santo Domingo.

| Código | Parada                                       | Común con                | Conexiones con Metro | Otros |
| ------ | -------------------------------------------- | ------------------------ | -------------------- | ----- |
| 4968   | MIRASIERRA (C/ Moralzarzal frente al N.º 92) | 134                      |                      |       |
| 1749   | La Masó-Moralzarzal                          | 134                      |                      |       |
| 3572   | La Masó-Nuria                                |                          |                      |       |
| 51091  | Nuria-Peña Sirio                             |                          |                      |       |
| 3228   | Alfredo Marqueríe                            | 124                      |                      |       |
| 3229   | Valencia de Don Juan-Alfredo Marqueríe       | 124                      |                      |       |
| 1612   | Fermín Caballero-Patones                     | 67 124                   |                      |       |
| 4741   | Metro Herrera Oria                           | 67 124                   | Herrera Oria         |       |
| 1615   | Colegio Valdeluz                             | 67 124 127               |                      |       |
| 1617   | Plaza de Cieza                               | 67 124 127               |                      |       |
| 1360   | Fermín Caballero-Betanzos                    | 67 83 124 127            |                      |       |
| 1361   | Isla de Arosa                                | 83 124                   |                      |       |
| 1357   | Herrera Oria-Isla de Arosa                   | 49 64 83 815             |                      |       |
| 1355   | Herrera Oria-Gómez de la Serna               | 64 83 179 815            |                      |       |
| 5652   | Herrera Oria-Islas Marquesas                 | 64 83 179                |                      |       |
| 1353   | Herrera Oria-Camino Fuencarral               | 83 179 815               |                      |       |
| 1350   | Herrera Oria-Arroyofresno                    | 83 179 815               |                      |       |
| 1348   | Herrera Oria-Navaluenga                      | 83 179 815               |                      |       |
| 1346   | Centro de Estudios Europe                    | 83 164 815               |                      |       |
| 1344   | Instituto Llorente                           | 83 164 815               |                      |       |
| 1342   | Parque Deportivo Puerta de Hierro            | 83 164                   |                      |       |
| 23     | Estadística-Geografía e Historia             | 83 162 164               |                      |       |
| 1335   | Palacio de la Moncloa                        | 83 162 164               |                      |       |
| 1333   | Escuela Agronómica                           | 83 162 164               |                      |       |
| 1331   | Avenida de la Memoria                        | 46 82 83 132 162 164 G U |                      |       |
| 740    | Moncloa                                      | 83 164                   | Moncloa              |       |
| 737    | Altamirano                                   | 1 44 138 C2 001          |                      |       |
| 735    | Argüelles                                    | 1 44 138 C2 001          | Argüelles            |       |
| 193    | Princesa-Rey Francisco                       | 1 2 44 138 C2 001        |                      |       |
| 173    | Ventura Rodríguez                            | 1 2 44 74 138 C2 001     | Ventura Rodríguez    |       |
| 741    | Plaza de España                              | 1 2 44 74 138 C2 001     | Plaza de España      |       |
| 5139   | Gran Vía-Plaza de España                     | 44 75 148                | Plaza de España      |       |
| 5573   | CALLAO (C/ San Bernardo, 5)                  |                          | Callao               |       |